# Helen Schwenken
Helen Schwenken (* 1972) ist eine deutsche Soziologin, die als Professorin an der Universität Osnabrück forscht und lehrt.
Schwenken machte das Examen zur Diplom-Sozialwissenschaftlerin 1999 an der Ruhr-Universität Bochum, 2005 wurde sie an der Universität Kassel promoviert. Dort war sie von 2001 bis 2011 wissenschaftliche Angestellte und von 2011 bis 2014 Juniorprofessorin. Vorher war sie 2011 für vier Monate Gastprofessorin im Fach Politikwissenschaft an der US-amerikanischen Rutgers University. Seit Oktober 2014 ist sie Soziologie-Professorin (W 3) an der Universität Osnabrück. Ihre Arbeitsschwerpunkte sind Migrationsforschung, Geschlechterforschung, Neue soziale Bewegungsforschung sowie die Untersuchung von Wissensproduktion. Seit Januar 2021 ist sie Direktorin des Instituts für Migrationsforschung und Interkulturelle Studien (IMIS) an der Osnabrücker Universität.

## Schriften
- Rechtlos, aber nicht ohne Stimme. Politische Mobilisierungen um irreguläre Migration in die Europäische Union. Dissertation, Universität Kassel 2005. Transcript, Bielefeld 2006, ISBN 978-3-89942-516-1.
- mit Gülay Çaglar, María do Mar Castro Varela (Hrsg.): Geschlecht – Macht – Klima. Feministische Perspektiven auf Klima, gesellschaftliche Naturverhältnisse und Gerechtigkeit. Budrich, Opladen/Berlin/Toronto 2012, ISBN 978-3-86649-330-8.
- mit Lisa-Marie Heimeshoff, Sabine Hess, Stefanie Kron, Miriam Trzeciak (Hrsg.): Grenzregime. II. Migration – Kontrolle – Wissen. Transnationale Perspektiven. Assoziation A, Berlin u. a. 2014, ISBN 978-3-86241-432-1.
- mit Ulrich Brand, Joscha Wullweber (Hrsg.): Globalisierung analysieren, kritisieren und verändern. Das Projekt Kritische Wissenschaft. Christoph Scherrer zum 60. Geburtstag. VSA, Hamburg 2016, ISBN 978-3-89965-724-1.
- Globale Migration zur Einführung. Junius, Hamburg 2018, ISBN 978-3-88506-805-1.